# Lazare Hippolyte Carnot
Lazare Hippolyte Carnot (Saint-Omer, 1801 – Parigi, 1888) è stato un politico francese.

## Biografia
Figlio di Lazare Carnot e fratello del fisico Sadi Carnot, nel 1815 seguì il padre, ex membro del Direttorio, nell'esilio in Germania che durò fino al 1823.
Impeditogli di partecipare alla vita politica, pubblicò nel 1828 una traduzione dei Canti ellenici di Wilhelm Müller e nel 1830 un' Esposizione della dottrina sansimoniana. Negli stessi anni collaborò al giornale sansimoniano Il produttore.
Si distaccò dal sansimonismo solo nel 1830. Massone, fu iniziato nella loggia Les Incorruptibles nel 1840. 
Nel 1839 fu eletto deputato della sinistra radicale dopo la caduta di Luigi Filippo d'Orléans e rieletto poi nel 1842 e 1846.
Nel febbraio 1848 fu scelto da Alphonse de Lamartine come Ministro dell'Istruzione, carica che mantenne fino al luglio dello stesso anno. Nel 1851 si schierò contro il colpo di stato di Napoleone III e ottenne un seggio all'opposizione nel 1864.
Eletto nuovamente nel 1871 dopo una sosta di due anni, fu eletto nel 1875 al senato. Morì nel 1888, poco tempo dopo l'elezione di suo figlio Marie François Sadi Carnot alla presidenza della repubblica.